# 福井県旗
福井県旗（ふくいけんき）は、日本の都道府県の一つ、福井県の旗。本項では、旗に図示されている福井県章（ふくいけんしょう）についても併せて解説する。

## 概要
県章は1952年（昭和27年）3月28日に制定された。著作権法の規定により、2003年（平成15年）1月1日よりパブリックドメインとなっている。片仮名の「フ」「ク」「イ」を組み合わせて円形に図案化したもので、デザインに込められた意味は諸説有るが県の公式説明では「双葉の間から若葉が出る姿に似ており、県の発展の願いが込められている」とされている。県章単独で使用する場合の配色は藍色または黒とされており、このような配色の指定が為された県章はこれが最古と見られる。
県旗は県章を制定した際の告示に「備考 県旗に使用する場合は藍地色白染抜きとする」と規定されている。